# 이서초등학교 (전북)
이서초등학교는 대한민국 전북특별자치도 완주군 이서면 상개리에 있는 공립 초등학교이다.

## 학교 연혁
- 1923년 12월 1일 이서공립보통학교(4년제) 개교설립인가 5월 18일
- 1932년 3월 28일 6년제 인가
- 1938년 4월 1일 이서공립심상소학교로 개칭
- 1941년 4월 1일 이서공립국민학교로 개칭
- 1949년 12월 31일 이서국민학교로 개칭
- 1981년 3월 9일 병설유치원 1학급 개원
- 1996년 3월 1일 이서초등학교로 개칭
- 2002년 9월 13일 후관 9개 교실 준공
- 2004년 6월 25일 본관 18개 교실 준공
- 2010년 3월 1일 병설유치원 3학급 편성
- 2012년 7월 1일 유치원 동사 7개 교실 개축
- 2016년 2월 5일 제91회 졸업(총 8481명 졸업)
- 2016년 3월 1일 제32대 오경순 교장 부임
- 2017년 3월 1일 19학급 편성(특수학급 포함)

## 참고 자료
- 이서초등학교 - 한국교육학술정보원 학교알리미